# Auxótrofo

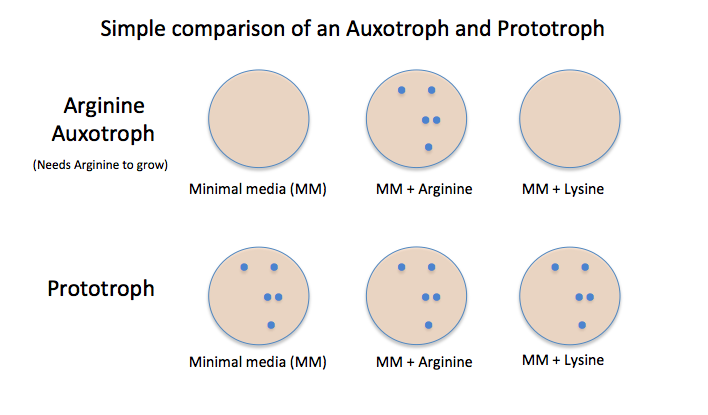
Comparación visual entre un auxotrofo para arginina y un prototrofo.

En fisiología microbiana, se dice que un microorganismo es auxótrofo cuando solo es capaz de proliferar en un medio de cultivo si a este se ha añadido alguna sustancia específica, que el tipo silvestre, llamado protótrofo, no requiere, porque es capaz de sintetizarla.
Típicamente, la genética subyacente a una auxotrofia es la carencia de una ruta metabólica funcional que genere la sustancia de la que depende el auxótrofo. Esta carencia suele deberse a una mutación que genera un alelo nulo carente de capacidad biológica. Por ejemplo, existen cepas de levaduras empleadas en el laboratorio que, debido a una carencia en una enzima requerida para la síntesis de uracilo, precisan de este en el medio de cultivo para poder crecer.